# Benestarisme (drets dels animals)

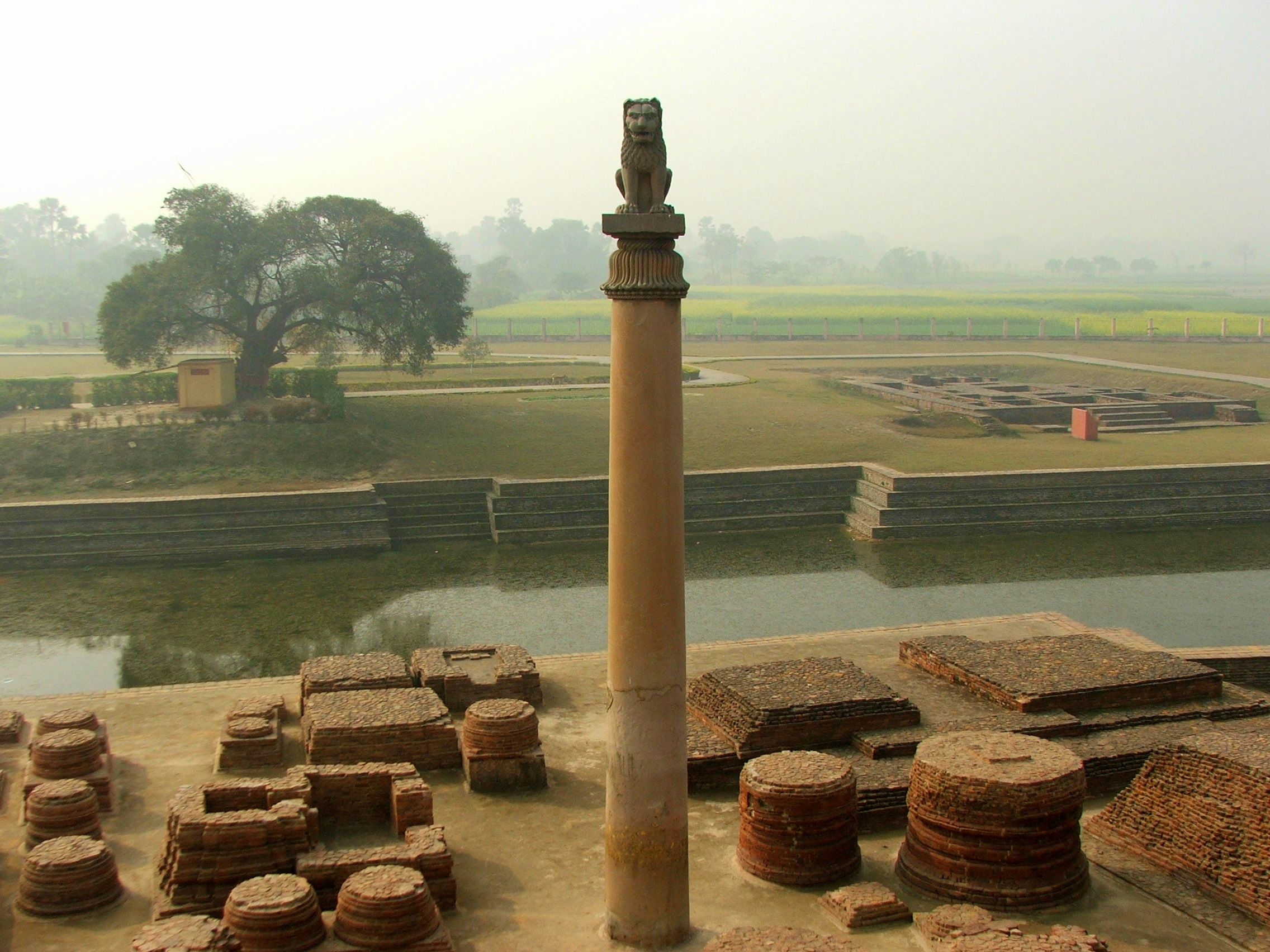
Vista del Pilar d'Asoka en Vaishali. Un del edictes d'Aśoka (272—231 BCE) diu: "En tots els llocs el Rei Piyadasi (Asoka) va erigir dos tipus d'hospitals, hospitals per a gent i hospitals per a animals. On no hi havia herbes curatives per gent i animals, el va ordenar que fossin comprades i plantades".

El benestarisme, com a concepte moral en relació amb els animals, és el punt de vista que afirma que el sofriment dels animals té significat moral, i per tant, els animals s'han de tractar de manera humanitària, és a dir, es poden utilitzar per al profit dels humans però amb certs límits. En altres paraules, el benestarisme considera que és moralment acceptable que els humans emprin altres animals per a menjar, experimentar, vestir-se i entretenir-se, sempre que el sofriment innecessari sigui evitat. Aquesta posició es contraposa amb la dels drets dels animals, que manté que els altres animals no haurien de ser usats ni mantinguts com a propietat humana.

## Algunes definicions de benestar animal
Actualment no existeix una definició de "benestar animal" acceptada per tots els científics. Algunes de les definicions són:
- "Conjunt de mesures per disminuir la tensió, sofriment, traumatismes i dolor als animals durant el seu trasllat, exhibició, quarantena, comercialització, aprofitament, entrenament i sacrifici." (M.D. de la Sota, 2004)
- "Estat de completa salut, tant física com mental, on l'animal està en harmonia amb el seu entorn". (Hughes 1976)
- "Un animal útil es troba en una situació real de benestar quan la seua realitat anatomico-fisiològica es troba en equilibri i, simultàniament, aquesta també ho està amb les característiques que definixen l'entorn immediat (allotjament, instal·lació, criptoclima, etc.) en què l'esmentat animal útil es troba immers." (C. Buixadé, 2006)
- "El benestar es pot observar des de dues perspectives. La primera és la percepció humana del benestar de l'animal, i la segona la del mateix animal. La primera és probable que sigui variable, oscil·lant segons canviïn els preceptes de la societat, i dependrà dels costums i cultures locals. A més a més es vorà motivada a través d'un desig polític i pot ser reforçada per la legislació. La segona percepció tindrà aspectes en comú amb la primera, però sobre una base diferent. La percepció de l'animal tendirà a relacionar-se amb la seua situació de sanitat i benestar, carència de lesions, adequació en el subministra d'aliment i aigua, absència d'actes inacceptables d'agressió, carència d'estrès i possibilitat de manifestar les conductes necessàries per a crear una vida agradable dins del context ambiental en què es troba el mateix animal." (Colin Whittemare, 1996).

## Història del benestar dels animals
Li preocupació sistemàtica pel benestar d'altres animals probablement va sorgir en la Cultura de la vall de l'Indo amb el retorn religiós dels avantpassats en forma animal, i que els animals havien de ser llavors sacrificats amb el respecte a causa d'un humà. aquesta creença és exemplificada en a l'existent religió jainista i en varietats d'altres religions índies. Altres religions, especialment aquestes amb arrels en la religió aràbiga, tracten els animals com els puntals dels seus propietaris, la codificació de normes per a la seva atenció i sacrifici estaven destinats a limitar l'angoixa, el dolor i la por dels animals sota el control humà.

### Benestar animal a la pràctica
Des de 1822, quan el parlamentari britànic Richard Martin va portar un projecte de llei al Parlament que oferia protecció de la crueltat als bovins, cavalls i ovelles (guanyant passa si mateix el sobrenom d'Humanity Dick), el criteri del benestar ha tingut en la moralitat i el comportament humà la seva preocupació central. Martin va ser entre els fundadors de la primera organització pel benestar animal, la Society for the Prevention of Cruelty to Animals o SPCA, el 1824. El 1840, la Reina Victòria va donar a la societat la seva benedicció, i llavors es va convertir en la RSPCA. La societat usava les donacions dels seus membres per crear una creixent xarxa d'inspectors, el treball de la qual era identificar abusadores, reunir evidències i reportar-les a les autoritats.
Les principals preocupacions del moviment de protecció dels animals des del segle xix havien estat el sacrifici kosher i la vivisecció, assumptes que els nazis van recollir tan aviat com van arribar al poder el gener de 1933 com a part dels seus atacs contra els jueus, amb l'afirmació que la vivisecció era part de la qual cosa cridaven "ciència jueva". Van aplicar lleis que regulaven el sacrifici l'abril de 1933 i van prohibir la vivisecció l'agost de 1933, retirant la prohibició tres setmanes després quan van ser persuadits que tindria un efecte negatiu en a la investigació, i introduint regulació al seu lloc. El 24 de novembre de 1933, la Tierschutzgesetz, o llei de protecció animal va ser introduïda, la primera d'una sèrie de mesures similars, que donaven a Alemanya la legislació de protecció animal més extensa de l'Europa de l'època. Hermann Göring va amenaçar a qualsevol que violés les regulacions sobre la vivisecció amb enviar-los a camps de concentració.
La legislació es va mantenir en l'Alemanya de la postguerra, tant en la de l'est com la de l'oest, si bé ara tant les comunitats jueva i musulmana tenen permès practicar el sacrifici ritual, anomenats Shechita i Dhabihah.

### Principis del benestar dels animals
El govern del Regne Unit va encarregar una investigació sobre el benestar dels animals de cria intensiva al Professor Roger Brambell el 1965, en part com a resposta a les preocupacions plantejades al llibre de 1964 Ruth Harrison, Animal Machines. Sobre la base de l'informe del professor Brambell, el govern del Regne Unit va crear el Farm Animal Welfare Advisory Committee (Comissió Consultiva sobre el Benestar dels Animals de Granja) el 1967, que es va convertir en el Farm Animal Welfare Council (Concili sobre el Benestar dels Animals de Granja) el 1979. Les primeres directrius recomanades per la comissió van ser que els animals requereixen les llibertats de "fer la volta, cuidar-se a si mateixos, aixecar-se, tombar-se i estirar les seves extremitats". Aquestes han estat elaborades des de llavors per ser conegudes com les Cinc Llibertats del benestar animal.

#### Lescinc llibertats
Finalment s'ha de parar esment a les llibertats bàsiques de l'animal. És un llistat de "regles" redactades per Webster l'any 1987, i aprovades pel Consell de Granges del Regne Unit, que intenten reunir les condicions òptimes per tal d'aconseguir un benestar per als animals:
- Els animals han d'estar lliures de qualsevol mal nutrició, fam i set.
- Han de ser lliures amb l'objectiu de poder mostrar les seves línies naturals de comportament.
- Han d'estar lliures de tota malaltia i dolor.
- Han d'estar lliures d'estrès i por.
- Han d'estar lliures d'un desconfort tèrmic i d'un mal allotjament.[7]

## Benestar dels animals comparat amb els drets dels animals
La majoria de benestaristes argumenta que els drets dels animals van massa lluny, i no advoquen per l'eliminació de tot ús dels animals o la utilització d'animals de companyia. Ells poden creure que els humans tenen la responsabilitat moral de no realitzar crueltats (sofriment innecessari) a altres animals. Els partidaris dels drets dels animals, com Gary L. Francione i Tom Regan sosté sobre l'actitud benestarista (advocant per una millor condició de vida per als animals, però sense abolir l'ús d'animals (vegeu veganisme) és lògicament inconsistent i èticament inacceptable. De tota manera, hi ha alguns grups pels drets dels animals, com PETA, que recolzen mesures benestaristes a curt terme per alleugerir el sofriment dels animals fins que tot ús d'aquests acabi.
Segons Ingrid Newkirk en una entrevista amb Wikinews, hi ha dos aspectes en el benestarisme i els drets dels animals. " Si sol pogués tenir una cosa, seria acabar amb el sofriment", va dir Newkirk. "Si pots prendre coses dels animals i matar animals tot el dia sense causar-los sofriment, llavors el prendria... Tot el món hauria d'estar d'acord que els animals no haurien de sofrir si els mates o els robes, prenent la pell de les seves esquenes o agafant els seus ous, o el que sigui. Però tu no els hauries de fer passar per una tortura per fer això." Però Newkirk va afegir un segons assumpte relacionat amb els drets dels animals: " Qui sóc nosaltres per posar-nos en aquest pedestal i pensar que tenim dret a prendre el que ens plagui de d'altres, incloent la seva vida, simplement perquè volem fer-ho?, No hauríem de parar i pensar per un segon que potser ells són com nosaltres? Altres nacions, altres individus, altres cultures. Simplement d'altres. No subhumans, simplement no-humans. "

## Crítiques al benestar animal
Hi va haver un temps que molta gent negava que els animals poguessin sentir qualsevol cosa ni que aquests tinguessin interessos. Molts cartesians eren d'aquesta opinió, encara que Cottingham (1978) va argumentar que el mateix Descarts no mantenia aquest punt de vista. D'un costat, la simpatia pels animals no és nova. El dramaturg de l'Època victoriana W. S. Gilbert va afirmar "La cacera del cérvol serian un gran esport si sol els cérvols tinguessin armes de foc".
Una crítica addicional recau sobre el benestarisme a la pràctica, sostenint que els benestaristes mostren desproporcionadament una preocupació major que sobre d'altres sense proveir cap justificació racional o científica per a tals preferències, la qual cosa es coneix com a especisme.